# Radio Tarifa
I Radio Tarifa sono stati un gruppo musicale spagnolo di world music.

## Storia della band
Il gruppo fu fondato dai musicisti Rafael "Fain" Sánchez Dueñas e Vincent Molino Cook, un percussionista e un flautista già attivi dai primi anni '80 come Ars Antiqua Musicalis. In seguito a un viaggio in Marocco, il duo decise di esplorare le tradizioni musicali della nazione nordafricana, e insieme al vocalist Benjamín Escoriza registrarono l'album Rumba Argelina per una piccola etichetta, la Sin Fin. La contemporanea esplosione del fenomeno world music fece sì che l'album raccolse grande interesse e apprezzamento, il che portò nel 1994 Dueñas e soci a riprendere in mano il progetto, formando un vero e proprio gruppo di 8 elementi e iniziando ad esibirsi dal vivo.
Nel 1996 la World Circuit Records mise sotto contratto il gruppo e ristampò l'album d'esordio, di fatto catapultando i Radio Tarifa sul proscenio internazionale. Da lì in poi il gruppo fece tour estesi, che toccarono le maggiori città europee e il Giappone, e i cui spettacoli mescolavano danza e musica. Nel 2006, il gruppo decise di sciogliersi e i membri proseguirono le loro carriere prendendo parte ad altri progetti musicali.

## Discografia
Album in studio
- 1993 - Rumba Argelina
- 1997 - Temporal
- 2001 -  Cruzando El Río
- 2003 - Fiebre